# Onitis mossambicensis
Onitis mossambicensis är en skalbaggsart som beskrevs av Ferreira 1976. Onitis mossambicensis ingår i släktet Onitis och familjen bladhorningar. Inga underarter finns listade i Catalogue of Life.